# 瑟勒河畔圣卢埃
瑟勒河畔圣卢埃（法語：Saint-Louet-sur-Seulles，法語發音：[sɛ̃ lwɛ syʁ sœl] ⓘ）是法国卡尔瓦多斯省的一个市镇，属于卡昂区。

## 地理
瑟勒河畔圣卢埃（49°5'48"N, 0°40'1"W）面积4.33 平方千米，位于法国诺曼底大区卡爾瓦多斯省，该省份为法国西北部沿海省份，北濒大西洋英吉利海峡，东北与滨海塞纳省以海上边界相接，东临厄尔省，南至奧恩省，西与芒什省接壤。
与瑟勒河畔圣卢埃接壤的市镇（或旧市镇、城区）包括：瑟勒河畔阿马耶、特拉西博卡日、维伊博卡日、欧尔瑟勒。

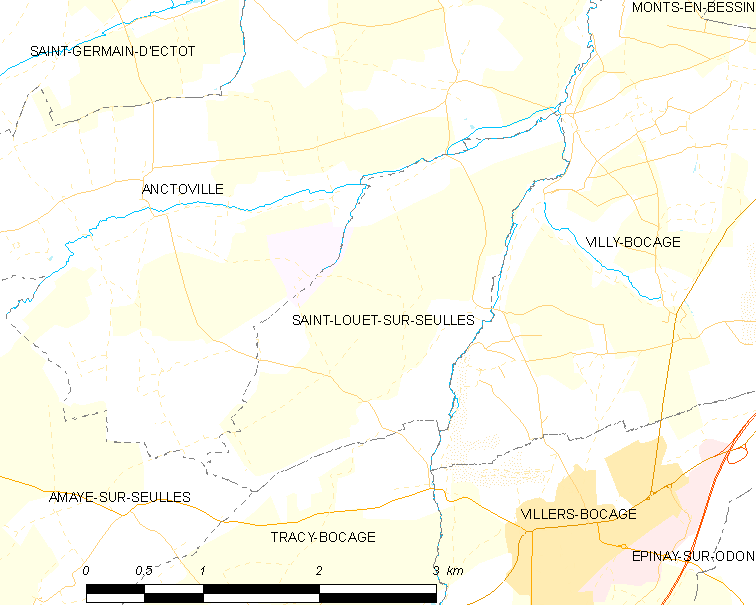
瑟勒河畔圣卢埃的OSM定位图

瑟勒河畔圣卢埃的时区为UTC+01:00、UTC+02:00（夏令时）。

## 行政
瑟勒河畔圣卢埃的邮政编码为14310，INSEE市镇编码为14607。

## 政治
瑟勒河畔圣卢埃所属的省级选区为莱蒙多奈县。

## 人口

1962-2008年间瑟勒河畔圣卢埃人口变化图示

瑟勒河畔圣卢埃于2022年1月1日时的人口数量为135人。